# The Guardians of the Galaxy Holiday Special
The Guardians of the Galaxy Holiday Special (titulado Guardianes de la Galaxia: Especial de las Fiestas en Hispanoamérica, y Guardianes de la Galaxia: Especial Felices Fiestas en España) es un especial de televisión estadounidense escrito y dirigido por James Gunn para el servicio de streaming, Disney+, basado en Marvel Comics, con el equipo de superhéroes Guardianes de la Galaxia. Es la segunda Presentación Especial de Marvel Studios en el Universo cinematográfico de Marvel (UCM), compartiendo continuidad con las películas y series de televisión de la franquicia. El especial es producido por Marvel Studios, y sigue a los Guardianes de la Galaxia mientras celebran la Navidad y buscan un regalo para Peter Quill.
Chris Pratt, Dave Bautista, Karen Gillan, Pom Klementieff, Vin Diesel, Bradley Cooper, Sean Gunn y Michael Rooker repiten sus papeles como los Guardianes de los medios anteriores de MCU, y el especial también presenta a la banda Old 97's y Kevin Bacon como una versión ficticia de sí mismo. Gunn había trabajado en el concepto del especial durante la producción de Guardianes de la Galaxia vol. 2 (2017) antes de que se anunciara en diciembre de 2020. El rodaje se produjo desde febrero hasta finales de abril de 2022 en Atlanta, Georgia y Los Ángeles, durante la producción de Guardianes de la Galaxia vol. 3 (2023).
The Guardians of the Galaxy Holiday Special se estrenó en Disney+ el 25 de noviembre de 2022, como conclusión de la Fase Cuatro del UCM. El especial recibió críticas positivas de los críticos por su humor, la dirección de Gunn y las actuaciones del elenco. Recibió múltiples nominaciones a premios, incluidas victorias en los Children's and Family Emmy Awards.

## Argumento
Los Guardianes de la Galaxia compran Knowhere de El Coleccionista y comienzan a reconstruirlo después del ataque que sufrió, y toman a Cosmo como un nuevo miembro. A medida que se acerca la Navidad, Kraglin les cuenta a los Guardianes la historia de cómo Yondu arruinó la Navidad para Peter Quill en su infancia. Mantis habla con Drax sobre su plan para encontrar un perfecto regalo de navidad para Quill, ya que este último todavía está deprimido por la pérdida de Gamora. Después de una lluvia de ideas, acuerdan ir a la Tierra y recuperar al héroe de la infancia de Quill, Kevin Bacon.
Mantis y Drax aterrizan en Hollywood Hills, Los Angeles, en busca de Bacon. Después de pasar un tiempo en el Grauman's Chinese Theatre, el Paseo de la Fama de Hollywood y un bar, obtienen un mapa de residencias de celebridades y encuentran la casa de Bacon en Beverly Hills. Bacon, que está esperando que su familia regrese a casa, está aterrorizado por la aparición de Mantis y Drax e intenta escapar. La policía llega para ayudar, pero Mantis los pone a ellos y a Bacon en trance antes de llevarse a Bacon con ellos. Cuando regresan a Knowhere, Mantis y Drax se sienten decepcionados al saber que Bacon es un actor y no un héroe de la vida real.
Más tarde, los Guardianes sorprenden a Quill con una celebración navideña, pero Quill se horroriza al saber que Bacon había sido secuestrado y exige que lo devuelvan a casa. En la nueva nave espacial de los Guardianes, la "Bowie", Bacon aprende de Kraglin cómo inspiró el heroísmo de Quill y decide celebrar la Navidad con los Guardianes antes de regresar a casa.
Después de la celebración, Quill le revela a Mantis que Yondu finalmente cambió de opinión sobre la Navidad y le regaló un par de blásters que ahora le sirven como armas principales. Mantis le confía que es la media hermana de Quill, después de años de negarse a decirle la verdad por miedo a recordarle las fechorías de su padre Ego, para sorpresa y elation de Quill.

## Reparto
- Chris Pratt como Peter Quill / Star-Lord:
El mitad humano, mitad-Celestial y líder de los Guardianes de la Galaxia que fue secuestrado de la Tierra cuando era niño y criado por un grupo de ladrones y contrabandistas alienígenas llamados Devastadores.[3] Luke Klein interpreta a un joven Quill durante las escenas de flashback animadas, después de que el papel fuera interpretado previamente por Wyatt Oleff en Guardianes de la Galaxia (2014) y Guardianes de la Galaxia Vol. 2 (2017).[4][5]
- Dave Bautista como Drax el Destructor: Un miembro de los Guardianes y un guerrero altamente calificado cuya familia fue masacrada por Ronan.[3]
- Karen Gillan como Nebula:
Un miembro de los Guardianes y una Vengadora que es huérfana de un mundo alienígena, y fue entrenado por Thanos para ser su asesina personal.[6] Asume un papel más de liderazgo dentro de los Guardianes.[7]
- Pom Klementieff como Mantis: Un miembro de los Guardianes con empático poderes y la media hermana de Quill.[3]
- Vin Diesel como Groot: Un miembro de los Guardianes que es un humanoide con forma de árbol y cómplice de Rocket.[3]
- Bradley Cooper como Rocket:
Un miembro de los Guardianes y Vengador que es un transgénico mapache cazarrecompensas y maestro de las armas y tácticas militares.[3]
- Sean Gunn como Kraglin Obfonteri:
Un miembro de los Guardianes y ex segundo al mando de Yondu Udonta en los Devastadores.[8] Se ha integrado más dentro de los Guardianes y es "parte de esa familia", siendo "una parte importante de [su] sistema de apoyo".[7]
- The Old 97's como Bzermikitokolok y los Knowheremen:
Una banda alienígena en Knowhere.[9][10] El cantante principal Rhett Miller interpreta a Bzermikitokolok, mientras que los compañeros de banda de Miller, Murry Hammond, Ken Bethea y Philip Peeples interpretan a los miembros de la banda Kortolbookalia, Sliyavastojoo y Phloko, respectivamente.[10] Le tomó a la banda aproximadamente tres horas y media para que le apliquen el maquillaje protésico.[11]
- Michael Rooker como Yondu Udonta:
Un bucanero de piel azul de los Devastadores y exmiembro de los Guardianes, que era una figura paternal para Quill y murió en el Vol. 2.[12][13] Rooker interpreta a Yondu durante las escenas de flashback animadas.[5]
- Kevin Bacon como él mismo, un actor y héroe de la infancia de Quill que es secuestrado por Mantis y Drax.[14]

Maria Bakalova proporciona la voz y captura de movimiento adicional para Cosmo el perro espacial, un miembro de los Guardianes que es un perro inteligente que desarrolló habilidades psiónicas después de ser enviado al espacio por la Unión Soviética; Cosmo es interpretado físicamente por el perro actor Slate, reemplazando a Fred, quien interpretó a Cosmo en las dos primeras películas de Guardianes. Stephen Blackehart aparece como Steemie, un habitante de Knowhere. La esposa de Bacon, Kyra Sedgwick tiene un papel de voz únicamente como ella misma. Flula Borg aparece como camarero en el bar que visitan Mantis y Drax en Hollywood.

## Producción

### Desarrollo y guion
En diciembre de 2020, el presidente de Marvel Studios, Kevin Feige anunció The Guardians of the Galaxy Holiday Special, un nuevo especial de televisión con los Guardianes de la Galaxia, que sería escrita y dirigida por James Gunn, el escritor y director de las películas Guardianes de la Galaxia. El Holiday Special fue el primer contenido que Marvel Studios planeó crear para Disney+, y fue concebido originalmente por Gunn durante la producción de Guardians of the Galaxy Vol. 2 (2017); en ese momento, se estaba desarrollando para ABC después del estreno de Vol. 2. Gunn declaró que el especial sería de acción real y canon para el Universo cinematográfico de Marvel (MCU), y señaló que había sido fanático del Star Wars Holiday Special (1978) y de los especiales de Navidad animados como Rudolph the Red-Nosed Reindeer (1964) y How the Grinch Stole Christmas! (1966) cuando era niño.
The Guardians of the Galaxy Holiday Special tiene una duración de 44 minutos, y es la segunda Presentación especial de Marvel Studios en el MCU. Feige de Marvel Studios, Louis D'Esposito, Victoria Alonso y Brad Winderbaum, Sara Smith y Simon Hatt son los productores ejecutivos, junto con Gunn.

### Guion
Gunn calificó el Holiday Special como "una de mis historias favoritas", con una historia "tan loca y divertida como puede ser" en la que había "molestado [a Feige] sin cesar durante más de los años". Gunn terminó el guion en abril de 2021, después de escribir inicialmente el tratamiento "hace años". Gunn tardó algunas horas en escribir el guion y notó que presentar a Kevin Bacon fue una inclusión rápida una vez que descubrió la historia del especial.
Se presentan los miembros principales del elenco de las películas de Guardianes, centrándose en Drax el Destructor y Mantis. Gunn decidió centrarse en la relación de Drax y Mantis en el especial porque sentía que esos personajes habían sido "dejados de lado" en sus apariciones fuera de las películas de Guardianes de la Galaxia entre Vol. 2 y Guardianes de la Galaxia Vol. 3 (2023). Los describió a los dos como "algo así como Abbott y Costello, pero ambos son Costellos",  y agregó: "No tienen ninguno de los valores que los seres humanos normalmente tienen", por lo que no tienen los mismos límites que tenemos nosotros. Son como seguir una manguera contra incendios desatendida". La actriz de Mantis, Pom Klementieff llamó el Especial de navidad "muy tonto y muy divertido y lindo" mientras que "también está muy arraigado en algo mucho, mucho más profundo, más hermoso y sincero".
The Guardians of the Galaxy Holiday Special se desarrolla entre Thor: Love and Thunder (2022) y Guardianes de la Galaxia Vol. 3. Gunn notó que había partes del especial que ayudarían a preparar el material en Vol. 3, calificando el Holiday Special como un "Caballo de Troya" que le permitió introducir elementos importantes en el Vol. 3 que luego no necesitaría explicar al comienzo de esa película. Parte de este material incluye completar la historia reciente de los Guardianes, como cómo ahora operan desde Knowhere, tienen una nueva nave llamada Bowie, Cosmo el perro espacial ahora es miembro de los Guardianes, y "un par de piezas más importantes de la historia del spoiler". Gunn ha descrito el especial como el epílogo de la Fase Cuatro del MCU.

### Casting
The Guardians of the Galaxy Holiday Special ve a Chris Pratt, Dave Bautista, Vin Diesel, Bradley Cooper, Karen Gillan, Pom Klementieff y Sean Gunn, todos retomando sus papeles de MCU como miembros de Guardianes de la Galaxia Peter Quill / Star-Lord, Drax el Destructor, Groot, Rocket, Nebula, Mantis y Kraglin Obfonteri, respectivamente, junto con Michael Rooker como Yondu Udonta. Se reveló que Kevin Bacon protagonizará el especial como una versión ficticia de sí mismo en octubre de 2022, junto con Maria Bakalova dando voz a Cosmo el perro espacial antes de su papel en Vol. 3. Bakalova también proporciona captura de movimiento adicional para Cosmo, quien es interpretado físicamente por el perro actor, Slate, reemplazando al perro actor Fred de Guardianes de la Galaxia (2014) y Vol. 2. La banda Old 97's también aparece en el especial como la banda alienígena Bzermikitokolok y los Knowheremen, mientras que la esposa de Bacon, Kyra Sedgwick tiene un cameo de voz.

### Rodaje y animación
El rodaje del especial había comenzado en febrero de 2022, en Trilith Studios en Atlanta, Georgia, bajo el título provisional, Pop Tart. Ocurrió durante la última parte de la producción de Guardianes del Galaxia vol. 3, que duró desde noviembre de 2021 hasta mayo de 2022, y utilizó los mismos decorados que esa película. Henry Braham se desempeñó como director de fotografía, luego de hacerlo para Guardianes de la Galaxia Vol. 2 y Vol. 3. Gunn disfrutó poder pasar a filmar el especial después de hacer escenas para Vol. 3, dada la diferencia tonal entre los dos con Vol. 3 es más "emocional", y calificó el rodaje de Holiday Special como más fácil que el de Vol. 3.
Originalmente se suponía que el especial se filmaría durante el tiempo de producción inicial de Vol. 3 en 2019, antes de varios retrasos en la producción. Se esperaba un día de filmación en Los Ángeles para el especial a principios de enero de 2022, pero no ocurrió debido a la Variante Omicron del COVID-19. Los Old 97 filmaron sus papeles en marzo de 2022. El rodaje tuvo lugar en el Atlanta Country Club a finales de marzo, con varias decoraciones navideñas, y en el TCL Chinese Theatre en Hollywood el 28 de abril, con Bautista y Klementieff. El set presentaba varias decoraciones navideñas y carteles del personaje de Kumail Nanjiani, Kingo de la película del MCU, Eternals (2021). El rodaje del especial concluyó a finales de abril.
Rooker y Luke Klein filmaron el material para las secuencias de flashback, que fueron animadas por Stoopid Buddy Stoodios mediante rotoscopio al estilo de Ralph Bakshi para emular los especiales navideños de Rankin/Bass Animated Entertainment. Marvel había recibido ofertas de otros estudios de animación para las secuencias, pero sus secuencias de prueba habían utilizado técnicas de animación más tradicionales, en comparación con el enfoque rotoscópico de Stoopid Buddy, que las diferenciaba y satisfacía el look que Gunn y Marvel estaban buscando. El director de animación, Mac Whiting pudo encontrar grabaciones de archivo de cómo se hicieron las animaciones al estilo Bakshi para hacer referencia y garantizar que el proceso del Holiday Special fuera lo más auténtico posible. Whiting y su equipo pudieron estar en el set cuando se filmó a Rooker y Klein para discutir con Gunn cosas como cómo se configuraría la cámara, para garantizar que fuera "lo suficientemente simple para la animación, pero también lo suficientemente dinámico como para que tuviera esa gran sensación cinematográfica". Stoopid Buddy agregó la aleta de Yondu y ajustó los rasgos de Klein para parecerse más al joven Quill durante la animación. Se necesitaron de 10 a 12 personas alrededor de cuatro meses para completar la animación, con Stoopid Buddy trabajando con Studio Moshi para proporcionar animaciones adicionales.

### Posproducción
Greg D'Auria se desempeña como editor del especial, mientras que Stephane Ceretti se desempeña como supervisor de efectos visuales. Los efectos visuales para el especial fueron creado por Framestore, Rodeo FX, Crafty Apes, Sony Pictures Imageworks, Industrial Light & Magic, Wētā FX, Gradient / Secret Lab y Perception.

### Música
John Murphy, el compositor de Vol. 3, se confirmó que compondría la música del Holiday Special en enero de 2022. La banda sonora del especial, que consta de la partitura de Murphy y dos canciones originales, fue lanzada digitalmente por Hollywood Records y Marvel Music el 23 de noviembre de 2022.
Gunn eligió la música para Holiday Special "muy temprano". Escribió la letra de la canción de apertura, «I Don't Know What Christmas Is (But Christmastime Is Here)», y se acercó a Rhett Miller del grupo Old 97's para que le ayudara a componerla. «Here It Is Christmastime», una canción existente de Old 97's, también se usó y se volvió a grabar con Bacon para el final del especial. Además de «I Don't Know What Christmas Is (But Christmastime Is Here)» y «Here It Is Christmastime», otras canciones que aparecen en el especial incluyen: «Fairytale of New York» de the Pogues con Kirsty MacColl, «Dead by X-Mas» de Hanoi Rocks, «Christmas Treat»" de Julian Casablancas, «Is This Christmas?» de the Wombats, «Just Like Christmas» de Low, «I Want an Alien for Christmas» de Fountains of Wayne, «Christmastime» de the Smashing Pumpkins, «Christmas Wrapping» de the Waitresses y «Mrs. Claus» de Little Jackie.

## Marketing
En agosto de 2022, se reveló un calendario de Adviento de Lego programado para The Guardians of the Galaxy Holiday Special, que se lanzó el 1 de septiembre. El avance oficial del especial se lanzó el 25 de octubre de 2022. Amanda Lamadrid en Screen Rant sintió que el avance ofrecía "un juego salvaje y conmovedor" y "más información sobre cómo a la historia salvaje". Lamadrid notó cómo representaba "uno de los chistes clásicos de la serie de manera encantadora", particularmente Peter Quill refiriéndose a Kevin Bacon como "el héroe más grande de la Tierra" en Guardianes de la Galaxia (2014). En noviembre de 2022, la empresa domótica, Vivint lanzó un comercial promocionando el especial y sus productos. Dos episodios de la serie Marvel Studios: Leyendas se estrenaron el 23 de noviembre de 2022 en Disney+, explorando a Mantis y Drax utilizando imágenes de sus apariciones anteriores en el MCU; Los episodios se eliminaron poco después porque revelaron detalles de la trama relevantes para el especial.

## Estreno
The Guardians of the Galaxy Holiday Special se estrenó en Disney+ el 25 de noviembre de 2022. Se realizó una proyección especial el 18 de noviembre de 2022 en NeueHouse en Hollywood. Es la conclusión de la Fase Cuatro del MCU.

## Recepción

### Audiencia
Según TV Time de Whip Media, The Guardians of the Galaxy Holiday Special fue la película más vendida en streaming en los Estados Unidos durante la semana que finalizó el 27 de noviembre de 2022, y el segundo más reproducido durante la semana que finalizó el 11 de diciembre.

### Respuesta critica
El sitio web del agregador de reseñas, Rotten Tomatoes informó una calificación de aprobación del 93%, con una puntuación promedio de 7.7/10, según 62 reseñas. El consenso de los críticos del sitio afirma: "Más como un regalo que un paquete completamente redondeado, esta excursión navideña es un escaparate delicioso para Drax, Mantis y Kevin Bacon". Metacritic, que utiliza un promedio ponderado, asignó al especial una puntuación de 82 sobre 100 según ocho críticos, lo que indica "aclamación universal".
Jordan Moreau de Variety sintió que el especial estaba "lleno de alegría navideña divertida y agradable, y es una de las mejores piezas de contenido que Marvel Studios ha estreando en años". Moreau elogió la entrega de James Gunn de su estilo de "firma, risa a carcajadas, loco" en el especial con un tiempo de ejecución corto, cómo "rinde homenaje a los tropos nostálgicos de los especiales de Navidad", la representación de Drax y Mantis, y su bandas sonoras y canciones. Angie Han de The Hollywood Reporter consideró que el especial era "lo suficientemente divertido como para provocar carcajadas y lo suficientemente conmovedor como para provocar ese escozor revelador detrás de los ojos, si no lo suficiente como para provocar lágrimas. Tal vez le falta el peso de un verdadero Guardianes largometraje o serie, pero es exactamente el dulce navideño que querrías de este variopinto equipo: brillante, esponjoso y lo suficientemente extraño como para sentirse personal" y elogió la banda sonora "deliciosamente ecléctica". Han también sintió que el especial se convirtió en el primer producto del universo que es una entrada al universo para tener una historia con un tema navideño en lugar de establecerla en diciembre para que coincida con la festividad, como Iron Man 3 (2013) y Hawkeye (2021). Sin embargo, Han señaló que el especial es "un poco hábil de marketing como vienen... a recordar al público cuánto amamos a estos personajes, que no han protagonizado una aventura en la pantalla grande en cinco años [desde Guardians of the Galaxy vol. 2(2017)]", y cómo tenía un guion "salpicado de migajas de exposición incómoda" y estaba "respaldado por el tipo de influencia de estudio y dinero que puede hacer que Kevin Bacon aparezca y pase el rato con extraterrestres durante unos días.
Chris Hewitt le dio al especial 3 de 5 estrellas para Empire Online, sintiendo que era "tan espumoso y divertido, y claramente no estaba destinado a ser tomado en serio". Hewitt describió el especial como Guardianes 2.5 "con un poco de riffs navideños en la banda sonora", un "espectáculo de variedades con los Guardianes en el centro" y un "guiño atrevido" a Star Wars Holiday Special (1978). Hewitt elogió las actuaciones de Bautista y Klementieff, pero criticó las escenas que involucran a Bacon "decepcionantemente desdentado". Chris Evangelista de /Film sintió que el especial era "muy tonto y poderoso. De hecho, es tan ligero que es un milagro que incluso exista", y agregó que "el guionista y director James Gunn realmente no tenía suficiente para completar un especial completo, lo que significa que son tratados con múltiples números musicales y múltiples montajes para rellenar el tiempo de ejecución. Al mismo tiempo, Gunn y su elenco logran introducir un ritmo emocional final que realmente funciona". Evangelista señaló que la mayoría de los Guardianes solo hicieron cameos rápidos, en particular Peter Quill, Rocket y Groot, pero vio a los personajes de Klementieff y Bautista como "una pareja poco probable pero muy divertida". Evangelista también sintió que Bacon estaba "bien, y claramente un juego para divertirse aquí. Pero el concepto de traerlo de regreso para Quill nunca es tan divertido como parece pensar el especial".

### Reconocimientos
| Premio                                                | Fecha de ceremonia         | Categoría | Receptor(es) | Resultado | Ref(s)        |
| ----------------------------------------------------- | -------------------------- | --- | --- | --------- | ------------- |
| California On Location Awards                         | 4 de diciembre de 2022     | Manager de locación del año - Televisión episódica - Media hora                                                 | Michael Wesley | Nominado  | [ 66 ] [ 67 ] |
| Children's and Family Emmy Awards                     | 16–17 de diciembre de 2023 | Mejor especial de ficción                                                                                       | The Guardians of the Galaxy Holiday Special                                                                         | Nominado  | [ 68 ] [ 69 ] |
| Children's and Family Emmy Awards                     | 16–17 de diciembre de 2023 | Excelente dirección para un programa con una sola cámara                                                        | James Gunn | Nominado  | [ 68 ] [ 69 ] |
| Children's and Family Emmy Awards                     | 16–17 de diciembre de 2023 | Excelente dirección musical y composición para un programa de acción en vivo                                    | John Murphy | Nominado  | [ 68 ] [ 69 ] |
| Children's and Family Emmy Awards                     | 16–17 de diciembre de 2023 | Excelente dirección de arte/decoración de escenarios/diseño escénico                                            | Alan Hook, Dave Scott, Sam Avila, Zach Fannin, Lorin Flemming, Brittany Hites, Alex McCarroll, Rosemary Brandenburg | Nominados | [ 68 ] [ 69 ] |
| Children's and Family Emmy Awards                     | 16–17 de diciembre de 2023 | Excelente diseño de vestuario/estilismo                                                                         | Judianna Makovsky                                                                                                   | Ganadora  | [ 68 ] [ 69 ] |
| Children's and Family Emmy Awards                     | 16–17 de diciembre de 2023 | Excelente maquillaje y peluquería                                                                               | Cassie Russek, Stephanie Fenner, Alexei Dmitrew, Melissa Meinhart, Scott Stoddard, LuAndra Whitehurst               | Ganadores | [ 68 ] [ 69 ] |
| Children's and Family Emmy Awards                     | 16–17 de diciembre de 2023 | Excelente coordinación de especialistas para un programa de acción en vivo                                      | Heidi Moneymaker | Ganadoras | [ 68 ] [ 69 ] |
| Golden Trailer Awards                                 | 29 de junio de 2023        | Mejor locución para una serie de TV/Streaming (Tráiler/Teaser/Spot de TV)                                       | The Guardians of the Galaxy Holiday Special                                                                         | Nominado  | [ 70 ] [ 71 ] |
| Golden Trailer Awards                                 | 29 de junio de 2023        | Mejor BTS/EPK para una serie de TV/streaming (menos de 2 minutos)                                               | The Guardians of the Galaxy Holiday Special                                                                         | Ganadores | [ 70 ] [ 71 ] |
| Hollywood Makeup Artist and Hair Stylist Guild Awards | 11 de febrero de 2023      | Mejor maquillaje de época y/o personaje – Especial de televisión, serie de programas en vivo de una hora o más  | Michael Ornelaz, Matt Sprunger, Jon Moore, Robin Pritchard                                                          | Ganadores | [ 72 ]        |
| Hollywood Makeup Artist and Hair Stylist Guild Awards | 11 de febrero de 2023      | Mejores efectos especiales de maquillaje – Especial de televisión, serie de programas en vivo de una hora o más | Alexei Dmitriew, Scott Stoddard, LuAndra Whitehurst, Mo Meinhart                                                    | Ganadores | [ 72 ]        |
| Hollywood Makeup Artist and Hair Stylist Guild Awards | 11 de febrero de 2023      | Mejor peinado de época y/o personaje – Especial de televisión, serie de programas en vivo de una hora o más     | Cassie Russek, Amber Shani Hamilton, Sean Smith, Dugg Kirkpatrick                                                   | Nominado  | [ 72 ]        |